# Ahmed Hegazy
Ahmed Hegazy (en árabe: أحمد حجازى; Ismailía, 25 de enero de 1991) es un futbolista egipcio. Juega como defensa y su equipo es el Neom S. C. de la Liga Profesional Saudí.

## Selección nacional
En julio de 2012 fue incluido en la lista de 18 jugadores que representaron a Egipto en el Torneo de Fútbol Masculino de los Juegos Olímpicos de Londres 2012.

### Participaciones en Copas del Mundo
| Mundial                     | Sede     | Resultado        | Partidos | Goles |
| --------------------------- | -------- | ---------------- | -------- | ----- |
| Copa Mundial Sub-20 de 2011 | Colombia | Octavos de final | 4        | 1     |
| Copa Mundial de 2018        | Rusia    | Primera fase     | 3        | 0     |

### Participación en Copa Africana de Naciones
| Torneo                         | Sede            | Resultado        | Partidos | Goles |
| ------------------------------ | --------------- | ---------------- | -------- | ----- |
| Copa Africana de Naciones 2017 | Gabón           | Subcampeón       | 6        | 0     |
| Copa Africana de Naciones 2019 | Egipto          | Octavos de final | 4        | 0     |
| Copa Africana de Naciones 2021 | Camerún         | Subcampeón       | 5        | 0     |
| Copa Africana de Naciones 2023 | Costa de Marfil | Octavos de final | 4        | 0     |

## Clubes y estadísticas
Actualizado el 18 de mayo de 2025.
| Ismaily S. C. · Egipto | 2009-10       | 1.ª           | 12  | 0  | 1  | 0 | 3  | 0 | 16  | 0  |
| Ismaily S. C. · Egipto | 2010-11       | 1.ª           | 7   | 0  | 3  | 0 | 1  | 0 | 11  | 0  |
| Ismaily S. C. · Egipto | 2011-12       | 1.ª           | 9   | 0  | 0  | 0 | —  | — | 9   | 0  |
| Ismaily S. C. · Egipto | Total club    | Total club    | 28  | 0  | 4  | 0 | 4  | 0 | 36  | 0  |
| ACF Fiorentina · Italia | 2012-13       | 1.ª           | 2   | 0  | 1  | 1 | —  | — | 3   | 1  |
| ACF Fiorentina · Italia | 2013-14       | 1.ª           | 1   | 0  | 0  | 0 | 0  | 0 | 1   | 0  |
| ACF Fiorentina · Italia | 2014-15       | 1.ª           | 0   | 0  | 0  | 0 | 0  | 0 | 0   | 0  |
| ACF Fiorentina · Italia | 2015-16       | 1.ª           | 0   | 0  | 0  | 0 | 0  | 0 | 0   | 0  |
| ACF Fiorentina · Italia | Total club    | Total club    | 3   | 0  | 1  | 1 | 0  | 0 | 4   | 1  |
| A. C. Perugia Calcio · Italia | 2014-15       | 2.ª           | 10  | 0  | 0  | 0 | —  | — | 10  | 0  |
| A. C. Perugia Calcio · Italia | Total club    | Total club    | 10  | 0  | 0  | 0 | 0  | 0 | 10  | 0  |
| Al-Ahly · Egipto | 2015-16       | 1.ª           | 29  | 0  | 1  | 0 | 8  | 1 | 38  | 1  |
| Al-Ahly · Egipto | 2016-17       | 1.ª           | 11  | 0  | 1  | 0 | 6  | 1 | 18  | 1  |
| Al-Ahly · Egipto | Total club    | Total club    | 40  | 0  | 2  | 0 | 14 | 2 | 56  | 2  |
| West Bromwich Albion F. C. Inglaterra | 2017-18       | 1.ª           | 38  | 2  | 4  | 0 | —  | — | 42  | 2  |
| West Bromwich Albion F. C. Inglaterra | 2018-19       | 2.ª           | 40  | 1  | 3  | 0 | —  | — | 43  | 1  |
| West Bromwich Albion F. C. Inglaterra | 2019-20       | 2.ª           | 16  | 1  | 2  | 0 | —  | — | 18  | 1  |
| West Bromwich Albion F. C. Inglaterra | 2020-21       | 1.ª           | 1   | 0  | 0  | 0 | —  | — | 1   | 0  |
| West Bromwich Albion F. C. Inglaterra | Total club    | Total club    | 95  | 4  | 9  | 0 | 0  | 0 | 104 | 4  |
| Al-Ittihad Arabia Saudita | 2019-20       | 1.ª           | —   | —  | —  | — | 2  | 0 | 2   | 0  |
| Al-Ittihad Arabia Saudita | 2020-21       | 1.ª           | 26  | 2  | 2  | 1 | —  | — | 28  | 3  |
| Al-Ittihad Arabia Saudita | 2021-22       | 1.ª           | 18  | 3  | 1  | 0 | 0  | 0 | 19  | 3  |
| Al-Ittihad Arabia Saudita | 2022-23       | 1.ª           | 28  | 4  | 5  | 0 | —  | — | 33  | 4  |
| Al-Ittihad Arabia Saudita | 2023-24       | 1.ª           | 10  | 0  | 4  | 2 | 7  | 0 | 21  | 2  |
| Al-Ittihad Arabia Saudita | Total club    | Total club    | 82  | 9  | 12 | 3 | 9  | 0 | 103 | 12 |
| Neom S. C. Arabia Saudita | 2024-25       | 2.ª           | 23  | 0  | 0  | 0 | ―  | ― | 23  | 0  |
| Neom S. C. Arabia Saudita | Total club    | Total club    | 23  | 0  | 0  | 0 | 0  | 0 | 23  | 0  |
| Total carrera | Total carrera | Total carrera | 281 | 13 | 28 | 4 | 27 | 2 | 336 | 19 |
| (1)Incluidos los datos de los play-offs de ascenso de la EFL Championship (2018/19). (2)Incluye datos de la Copa de Egipto (2010 y 2010/11), la Copa Italia (2012/13), la Supercopa de Egipto (2015 y 2016), la FA Cup (2017/18) y la Copa de la Liga de Inglaterra (2017/18 y 2018/19). (3)Incluye datos de la Liga de Campeones de la CAF (2010, 2016 y 2017) y de la Copa Confederación de la CAF (2011). |               |               |     |    |    |   |    |   |     |    |

## Palmarés

### Campeonatos nacionales
| Título                      | Club       | País           | Año  |
| --------------------------- | ---------- | -------------- | ---- |
| Supercopa de Arabia Saudita | Al-Ittihad | Arabia Saudita | 2022 |
| Liga Profesional Saudí      | Al-Ittihad | Arabia Saudita | 2023 |